# Glenea oeme
Glenea oeme é uma espécie de escaravelho da família Cerambycidae. Foi descrita por Francis Polkinghorne Pascoe em 1866.  É conhecida a sua existência na Malásia.